# Days Gone
Days Gone ist ein vom US-amerikanischen Entwicklerstudio SIE Bend Studio entwickeltes Action-Adventure-Videospiel. Das Spiel wurde erstmals auf der Fachmesse Electronic Entertainment Expo 2016 in Los Angeles vorgestellt. Als Exklusivtitel für die PlayStation 4 am 26. April 2019 erschienen, wurde das Spiel danach auch für Windows entwickelt und erschien am 18. Mai 2021 auf Steam und Epic Games, und am 25. Oktober 2023 auch DRM-frei auf GOG.com. Ein Remaster des Spiels wird am 25. April 2025 für PC und PlayStation 5 veröffentlicht. Der Herausgeber ist Sony Interactive Entertainment.
Protagonist des Spiels ist der Kopfgeldjäger Deacon St. John (in der deutschen Version gesprochen von Adam Nümm), einer der letzten überlebenden Menschen nach einer weltweiten Pandemie. Der Spieler kontrolliert St. John in dem Open-World-Spiel und navigiert ihn durch den verwahrlosten und durch vulkanische Aktivität gekennzeichneten Westen der Vereinigten Staaten.

## Handlung
Die Handlung des Spiels beginnt zwei Jahre nach einer globalen Pandemie, die weltweit beinahe alles Leben ausgelöscht und Millionen von Menschen in sogenannte „Freaker“ verwandelt hat. Bei diesen Freaker handelt es sich um intelligenzlose, wilde Kreaturen, die mehr Tier als Mensch sind, sich jedoch schnell weiterentwickeln und alles andere als träge sind.

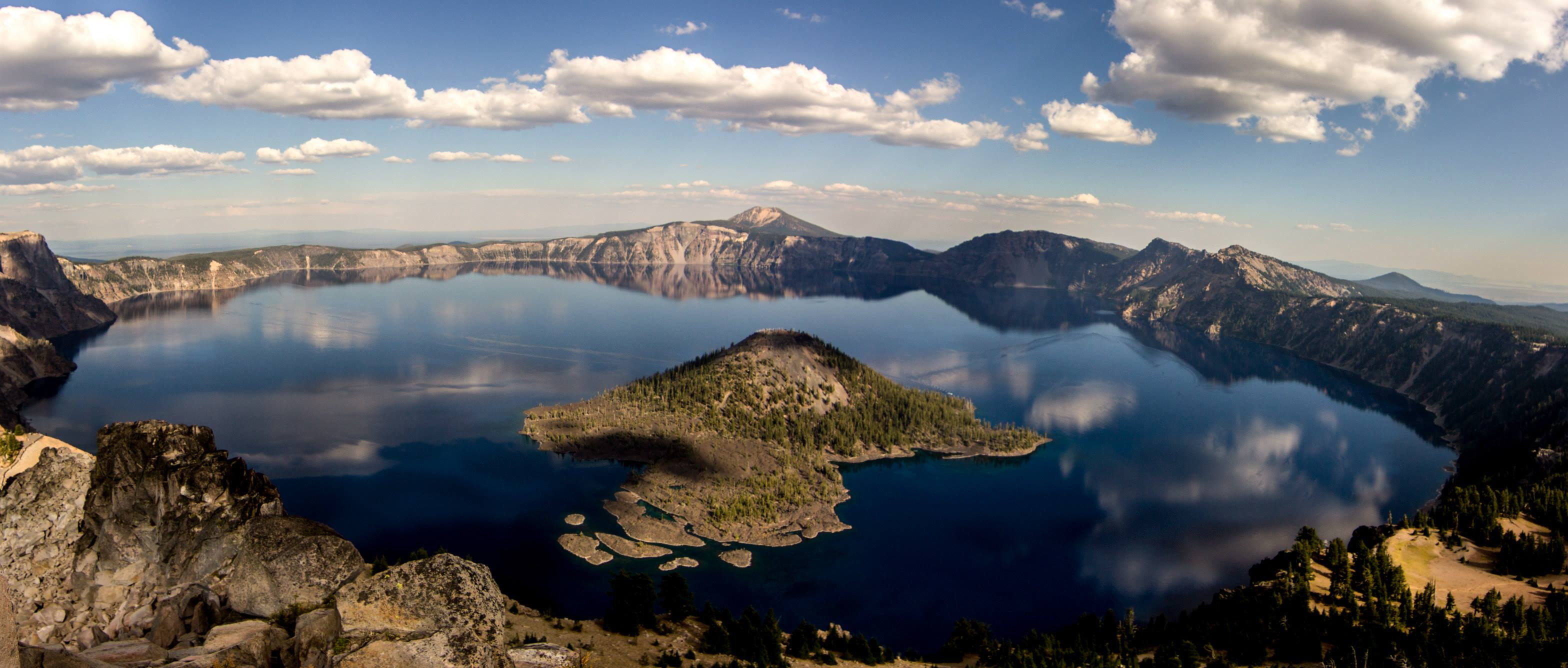
Der Crater Lake wird in der 2. Hälfte der Handlung zum Schauplatz.

Protagonist von Days Gone ist Deacon St. John, ein ehemaliger „Outlaw“-Biker, der bei dem Ausbruch der Pandemie seine Ehefrau Sarah kurz nach der Hochzeit verloren hat. Wegen des Verlusts verbittert, kämpft er sich als Kopfgeldjäger durch eine postapokalyptische Spielwelt, der sogenannten Farewell-Wildnis, die landschaftlich dem amerikanischen Bundesstaat Oregon nachempfunden ist. Auf seiner Kutte trägt St. John das Backpatch (Rückenabzeichen) des fiktiven Motorradclubs Mongrel MC Farewell, mit dem blutigen Kopf eines Kettenhundes an einer Kette als Centerpatch.

## Spielprinzip
Der Spieler steuert den Protagonisten aus der Third-Person-Perspektive und setzt sich auf seiner Reise durch das Land unter anderem mit Infizierten, Plünderern, wilden Tieren und den Mitgliedern rivalisierender Fraktionen auseinander. Der Kampf gegen Feinde erfolgt unter anderem mit Schlagwaffen, zum Beispiel Baseballschlägern, die sich allerdings mit der Zeit abnutzen und brechen. Effektiver sind Schusswaffen wie Pistolen und Sturmgewehre. Schlagwaffen lassen sich im Verlauf des Spiels mit Verbesserungen aufwerten, für Schusswaffen gibt es größere Magazine. Waffen und nützliche Gegenstände können jederzeit, auch in den Kämpfen, per Knopfdruck über ein auf dem Bildschirm eingeblendetes Auswahlrad aktiviert werden. Zudem ist es möglich – vorausgesetzt der Spieler hat ausreichend Materialien in der Umgebung gesammelt – in diesem Menü auch Gegenstände mittels Crafting herzustellen und die Spielfigur mit Molotow-Cocktails oder Heiltränken zu versorgen.
Bei Days Gone handelt es sich um ein Open-World-Spiel, bei dem zahlreiche Alternativen zum direkten Kampf gegen die Gegner geboten werden. So kann eine Stealth-Vorgehensweise genutzt werden, indem beispielsweise ein feindliches Lager von Kultisten lautlos infiltriert und mittels Sprengsätzen der Schutzwall zerstört wird, so dass Freaker aus der näheren Umgebung sich auf die Gegner stürzen. Neben menschlichen Gegnern und den Infizierten stellt besonders die Tierwelt Nordamerikas eine stete Gefahr dar. Immer wieder wird der Spieler mit Wölfen, Bären sowie infizierten Raben, den sogenannten Schreiern, konfrontiert.
Zur Erkundung können ausschließlich Motorräder genutzt werden. Einen besonderen Stellenwert nimmt dabei das Motorrad von Deacon ein, welches als bevorzugtes Transportmittel durch das meist unwegsame Gelände dient. Erleidet das Gefährt Schaden, werden Ersatzteile zur Reparatur benötigt, die der Spieler in der Umgebung einsammelt, oder man lässt die Schäden in einer Werkstatt beheben. Treibstoff ist eine wertvolle Ressource, die überall in der Spielwelt zu finden ist. Der Spieler kann das Zweirad mittels unterschiedlicher Lackierungen und dem Anbringen von Verbesserungen, wie einem größeren Tank oder einem Nitro-Boost, individualisieren und leistungsfähiger gestalten.

### Gegner
- Eine Horde kann aus mehreren Hundert Freakern bestehen, die zusammen auf die Jagd gehen.
- Rest in Peace, kurz R.I.P.; Dabei handelt es sich um einen Kult, der die Freaker verehrt. Die Mitglieder nennen sich selbst Ripper, denn sie wollen sein wie die Freaker und greifen andere Menschen an. Ripper greifen aber niemals Freaker an.
- Anarchisten sind neben Plünderern und anderen Driftern weitere menschliche Gegner, mit denen man im Laufe des Spieles zu kämpfen hat.
- Die teilweise infizierte Tierwelt, in der beispielsweise Pumas, Wölfe, Bären sowie Schreier genannte Raben dem Protagonisten gefährlich werden.[15]

#### Arten von Freakern
Die infizierten Menschen, Freaker oder Freaks genannt, sind die häufigsten Feinde in Days Gone und verfügen über unterschiedliche Fähigkeiten und Angriffstechniken.
| Name      | Beschreibung |
| --------- | --- |
| Schwärmer | Die meisten Freaker sind Schwärmer – Infizierte, die in kleinen Gruppen zu zweit oder zu dritt auf die Jagd gehen, sich aber auch zu Schwärmen von mehreren Hundert zusammenschließen.                         |
| Bleacher  | Schwärmer mit einer weißen Albinohaut und erhöhter Muskelmasse, wodurch sie mehr Leben als normale Schwärmer haben. Bleacher kommen in der Spielwelt meist oberkörperfrei vor.                                 |
| Krabbler  | Kinder, besonders agil und schnell, die in sicherer Entfernung warten und bei einer erkennbaren Schwächung des Helden hinterrücks angreifen.                                                                   |
| Kreischer | Einzelne Freaks, die einen schrillen Schrei ausstoßen, wenn sie einen Menschen entdecken, und so Horden an Schwärmern herbeirufen.                                                                             |
| Brecher   | Diese Art verfügt über enorme körperliche Kräfte und kann sehr viele direkte Treffer mit Schusswaffen einstecken, ohne sichtbaren Schaden zu nehmen.                                                           |
| Sprinter  | Diese Art von Schwärmern besitzt deutlich mehr Leben als normale Schwärmer und bewegt sich mit stark erhöhter Geschwindigkeit. Ein besonderes Merkmal der Sprinter sind ihre nach oben stehenden grauen Haare. |

## Days Gone Remastered
Am 25. April 2025 erscheint mit Days Gone Remastered eine überarbeitete Version des Spiels für die PlayStation 5. Die neuen Inhalte und Features wie drei zusätzliche Spielmodi, ein verbesserter Fotomodus, zusätzliche Barrierefreiheitsfunktionen und die Unterstützung des haptischen Feedbacks der DualSense-Wireless-Controller sind ab diesen Zeitpunkt mit dem DLC Broken Road auch für den PC verfügbar.

### Neue Spielmodi

#### Hordenangriff
Die Entwickler von Bend Studio bezeichnen den Hordenangriff als einen Survival-Action-Modus, in dem der Spieler in der Rolle des Protagonisten Deacon St. John so lange wie möglich gegen immer größer und stärker werdende Horden von bis zu 800 Freaker kämpft und dabei Erfahrungspunkte sammelt. Zu Beginn besitzt der Spieler nur eine Handfeuerwaffe und muss den ersten Ansturm einer Freaker-Horde überstehen, um sein Drifter-Bike zu erreichen, mit dem er sich schneller durch die Spielwelt bewegen kann. Über die Karte verteilt befinden sich Vorratskisten mit insgesamt 20 verschiedenen Waffen, darunter auch ein Flammenwerfer, der im Story-Modus nicht zur Verfügung steht. Welche Waffen sich in den Kisten befinden, ist zufällig und die Verteilung ändert sich bei jedem Durchgang. Schafft es ein Spieler, den Hordenangriff 30 Minuten zu überleben, wird er mit einer ultimativen Horde konfrontiert. Der Modus Hordenangriff kann sofort gestartet werden, ohne vorher die Story gespielt zu haben.
Erfahrungspunkte erhält man durch das Besiegen von Freaker sowie den erfolgreichen Abschluss von optionalen Zielen („Nebenjobs“). Ist eine bestimmte Anzahl an Erfahrungspunkten erreicht, steigt der Spieler eine Stufe auf und erhält eine Belohnung. Dazu gehören unter anderem Charakterdesigns, kosmetische Abzeichen und insgesamt sechs weitere, bisher nicht spielbare Charaktere wie O’Brian, Lisa oder Skizzo. Außerdem kann die Spielmechanik des Hordenangriffs mit je 12 positiven und 12 negativen Modifikatoren beeinflusst werden. Diese werden als Injektoren bezeichnet und beinhalten beispielsweise nach dem Tod explodierende Freaker, die als strategisches Element dienen können oder das Erhalten von mehr Erfahrungspunkten bei gleichzeitiger Steigerung des Schwierigkeitsgrades.

#### Permatod-Modus
Aufgrund des Feedbacks der Community wurde mit dem Permatod-Modus eine besondere Herausforderung hinzugefügt, bei der das Spiel sofort endet und der Spielstand gelöscht wird, wenn der Protagonist stirbt. Der Modus kann auf jedem Schwierigkeitsgrad gespielt werden, in einer einfacheren Variante kehrt der Spieler nach seinem Tod nur an den Anfang eines Aktes zurück.

#### Speedrun-Modus
Im Speedrun-Modus erscheint auf dem Bildschirm ein Timer, der während Filmsequenzen pausiert. Die Herausforderung besteht darin, das Spiel so schnell wie möglich zu beenden. Es stehen alle Schwierigkeitsstufen zur Verfügung. Am Ende eines Speedruns erhält der Spieler eine Grafik mit detaillierten Statistiken, die beispielsweise in Social-Media-Kanälen geteilt werden kann.

### Verbesserungen der PS5-Version
Neben einer realistischeren Grafikwiedergabe, die eine verbesserte Schatten- und Beleuchtungsqualität sowie eine höhere Sichtweite für Vegetation bietet, werden auch Tempest-3D-Audio und das haptische Feedback sowie die adaptiven Trigger des DualSense-Wireless-Controllers unterstützt. Bei der Grafikdarstellung kann zwischen dem Wiedergabetreue-Modus mit nativer 4K-Ausgabe und dem Leistungsmodus mit 1440p hochskaliert auf 4K und konstanten 60 Bildern pro Sekunde oder unbegrenzter Bildfrequenz gewählt werden, wenn das Ausgabegerät VRR-Unterstützung bietet.

### Zusätzliche Barrierefreiheitsfunktionen
Neben den bereits vorhandenen Optionen zur Barrierefreiheit sind neue Einstellungen wie ein starker Kontrast, die Änderung der Spielgeschwindigkeit, Audiohinweise oder die individuelle Anpassung des Controller-Steuerschemas verfügbar.

## Entwicklung
Days Gone wurde von Bend Studio entwickelt, einem der First-Party-Entwickler von Sony. Zum Kern des Entwicklerteams gehörten Studioleiter Christopher Reese, Game Director Jeff Ross und Creative Director John Garvin, die alle seit den 1990er Jahren bei Bend Studio gearbeitet hatten, als es Syphon Filter entwickelte. Days Gone ist das erste Open-World-Spiel des Unternehmens und das erste eigene geistige Eigentum seit Syphon Filter.
Die vollständige Produktion von Days Gone begann Anfang 2015, und der Entwicklungszyklus des Spiels dauerte sechs Jahre. Die Entwickler ließen sich von World War Z, The Walking Dead und Sons of Anarchy inspirieren, die zu Beginn der Entwicklung des Spiels populär waren.
Um die Horde zu optimieren, werden die Schwärmer in kleine Gruppen aufgeteilt. Wenn sie sich in der Nähe des Spielers befinden, spalten sich einige dieser Schwarmgruppen von der Hauptgruppe ab, so dass sie für die Spieler leichter zu steuern sind. In einer großen Horde gibt es acht Schwarm-Charaktermodelle; das Team hat die Höhe jedes einzelnen modifiziert, um ihr Aussehen und ihr Verhalten einzigartig zu machen. Das Team verbrachte viel Zeit mit der Arbeit an der künstlichen Intelligenz (KI) der Gruppe, um sicherzustellen, dass die Horde nicht nur in einer geraden Linie auf Deacon zustürmt, sondern auch das Gelände nutzt, um den Spielercharakter zu überwältigen.
Das Spiel erlaubte Deacon ursprünglich, Entscheidungen zu treffen, die die Geschichte verändern können. Diese Funktion wurde aus dem endgültigen Spiel entfernt, weil das Team Schwierigkeiten hatte, den Spielern die Auswirkungen dieser Entscheidungen zu zeigen. Garvin zufolge würde durch die Entfernung dieser erzählerischen Entscheidungen Deacons Persönlichkeit besser widergespiegelt werden, da einige dieser Entscheidungen es ihm ermöglichen könnten, ungeheuerliche oder grausame Handlungen zu begehen, die nicht zu seiner Persönlichkeit passen.
Laut Garvin ist das Hauptthema des Spiels „Erlösung“. Auf dieser Reise würde Deacon, der oft als Außenseiter gesehen wird, wachsen und sich zu einem fähigen Anführer entwickeln. Garvin fügte hinzu, dass das Team trotz des postapokalyptischen Settings des Spiels ein hoffnungsvolleres Thema liefern wollte, da die Geschichte von Deacon die Art und Weise betrifft, wie er die Welt zu einem besseren Ort machen kann und die Idee erforscht, dass Überleben nicht dasselbe ist wie Leben.
Die Geschichte und die Themen des Spiels wurden von The Road, The Passage und I Am Legend inspiriert. Da Deacon Mitglied eines Motorradclubs ist, recherchierte das Team die Biker-Gang Hells Angels.

## Rezeption
Die Kritiken zur Veröffentlichung der PS4-Version waren durchweg positiv: Bei Metacritic erlangte Days Gone eine Bewertung von 72/100 Punkten, basierend auf 101 Kritiken der internationalen Fachpresse. Der User Score, basierend auf der Bewertung von mehr als 2800 Spielern, lag mit 8,0 von 10,0 höher.

„Fazit: »Denn schlussendlich hat mir Days Gone wirklich Spaß gemacht. Es ist ein spannendes Spiel mit ungemein dichter Atmosphäre und gut funktionierenden Mechaniken.«“

„Fazit: »Days Gone Remastered ist genau das, was man erwarten konnte – und genau das ist vielleicht das Problem. Technisch leicht entstaubt, atmosphärisch nach wie vor stark, aber inhaltlich weitgehend eingefroren in der Zeit. [...] Für Fans ein willkommenes Wiedersehen, für Neulinge die beste Gelegenheit, für Kritiker der Beweis, dass man auch mit minimalem Aufwand erneut zur Kasse bitten kann.«“

„Fazit: »Days Gone stimmte mich für lange Zeit skeptisch. Schon wieder ein Zombie-, äh, sorry, Freaker-Spiel? Und dazu noch eines, das uns in einer offenen Spielwelt ums Überleben kämpfen lässt? Wirklich begeistern konnte mich das Konzept des Action-Adventures nicht - bis ich es selbst gespielt habe und mich vom Gegenteil überzeugen konnte. Days Gone erfindet das Konzept Open World zwar nicht neu, macht dank der grandiosen Verknüpfung aus Survival-Elementen und Third-Person-Action aber dennoch riesigen Spaß.«“

Im Januar 2022 behauptete Game Director Jeff Ross auf Twitter, dass sich das Spiel bis Ende 2020 mehr als 8 Millionen Mal verkauft habe, was jedoch von mehreren Spielemagazinen bestritten wurde.

## Auszeichnungen
- Golden Joystick Awards[48]
  - 2019: Best Storytelling
  - 2019: PlayStation Game of the Year

## Systemanforderungen
Die PC-Version des Spiels setzt mindestens Windows 10 und DirectX 11 voraus, DLSS wird nicht unterstützt. Der mindestens benötigte Speicherplatz beträgt 70 GB, die weiteren Hardwareanforderungen werden als „moderat“ beschrieben.

## Fortsetzung
Im April 2021 enthüllte Jason Schreier von Bloomberg News, dass Bend Studio eine Fortsetzung von Days Gone vorgeschlagen hatte, dass aber die gemischten Kritiken und der langwierige Entwicklungsprozess des ersten Spiels Sony dazu veranlassten, den Vorschlag abzulehnen. Kurz darauf bestätigte Ross, dass Days Gone 2 Sony vorgeschlagen worden war, dass aber viele Details aufgrund einer Geheimhaltungsvereinbarung nicht bestätigt werden konnten. Er verriet, dass ein Teil des Plans für die Fortsetzung ein „gemeinsames Universum mit Koop-Spiel“ sei, das im ursprünglichen Days Gone aufgrund von Personalknappheit nicht enthalten war.
Während eines Podcasts mit David Jaffe, dem Schöpfer der God-of-War-Franchise, sagte Garvin: „Wenn du ein Spiel liebst, kaufe es zum vollen Preis“, und deutete an, dass Days Gone teilweise deshalb keine Fortsetzung erhielt, weil es nicht genug Profit abwarf. Garvin geriet wegen seiner Äußerungen unter Beschuss; Kommentatoren sagten, Days Gone habe bereits während seiner Veröffentlichung von der Unterstützung der Fans profitiert, und es sei unvernünftig, jemanden zu bitten, 70 US-Dollar für ein unbekanntes Spiel auszugeben. Andere wiesen darauf hin, dass Sony letztlich den Verkauf von PlayStation-Spielen kontrolliert und kostenlose Demos anbietet, so dass die Verantwortung nicht allein auf die Käufer abgewälzt werden könne. Nach Garvins Äußerungen bedankte sich Jensen bei den Spielern für ihre Unterstützung, unabhängig davon, wann sie das Spiel gekauft oder gespielt hatten. Sowohl Jeff Ross als auch John Garvin haben Bend Studios mittlerweile verlassen.